# 祖国と青年
『祖国と青年』（そこくとせいねん）は、日本協議会・日本青年協議会の機関誌。略称は「祖青（そせい）」。保守・愛国の立場からの提言を行っている。また、天皇・皇后・皇太子が発表したコメントの全文掲載をはじめとして、各宮家を含めた皇室の動静を詳しく紹介している。
主な執筆者に、椛島有三・勝岡寛次・吉原恒雄などがいる。

## 生長の家との関係
日本協議会も日本青年協議会も、どちらも新興宗教「生長の家」の関連団体であるため、『祖国と青年』の編集者も執筆陣も、「生長の家」関係者が多い。日本青年協議会・日本協議会会長であり『祖国と青年』主宰の椛島有三は「生長の家」の信徒だった。
「生長の家」関係の記事が掲載されることが多く、以下はその例のごく一部である。
- 『祖国と青年』1974年5月号には、生長の家政治連合会長の田中忠雄が執筆した記事が掲載された[9]。
- 1974年11月号には、葦津珍彦が同年7月に生長の家大学生合宿で講演した内容に加筆した記事「維新か革命か」が掲載された[8]。
- 1975年2月号には、編集部が執筆した「谷口雅春（生長の家創始者）氏における絶対存在としての天皇」という記事が掲載された[10]。
- 1975年5月号には、谷口雅春が執筆した記事が掲載された[11]。
- 1976年7月号には、田中忠雄や生長の家青年会会長の森田制史が執筆した記事が掲載された[12][13]。
- 1978年5月号には、田中忠雄が執筆した記事が掲載された[14]。
- 1985年8月号には、「追悼　谷口雅春先生」という、田中忠雄らによる谷口雅春への追悼特集記事が掲載された[15]。

## 編集長
- 鈴木由充（2010年8月 - ）[16][17]

過去の編集長
- 大葉勢清英（2001年 - ?）[18]
- 打越和子（1997年 - 2001年）[19][20][21]
- 江崎道朗[22][23]

## 執筆陣
- 入江隆則（日本会議代表委員）
- 打越和子
- 占部賢志
- 加瀬英明（日本会議監事兼日本会議東京会長、世界平和教授アカデミー常任理事）
- 椛島有三（日本青年協議会・日本協議会会長、日本会議事務総長、『祖国と青年』の編集人・発行人[6][7]』）
- 小柳陽太郎
- 櫻井よしこ
- 鈴木由充
- 高山亨
- 田久保忠衛（日本会議第4代会長）
- 谷口雅春（生長の家創始者）
- 名越二荒之助
- 勝岡寛次（日本会議常任理事、生長の家社会事業団理事）
- 吉原恒雄